# Браян Олдіс
Бра́ян Вілсон О́лдіс (англ. Brian Wilson Aldiss; 18 серпня 1925, Іст-Дерем, Норфолк, Велика Британія — 19 серпня 2017) — англійський письменник, критик-фантастикознавець, редактор-антологіст, критик-фантастикознавець, редактор, відомий своїми творами у жанрах наукової фантастики, фентезі та фантастики жахів, серед яких виокремлюються романи «Без зупинки» (1958), «Теплиця» (1962), «Сива борода» (1964), «Темні світлові роки» (1964), «Криптозойський!» (1967) та трилогія «Гелліконія» (1982—1985). Зазвичай свої твори підписував як Браян В. Олдіс або просто Браян Олдіс, за винятком випадкових псевдонімів у середині 1960-х років.
Перебував під значним впливом піонера наукової фантастики Герберта Веллса, Браян Олдіс був віцепрезидентом міжнародного товариства Герберта Веллса. Один зі співпрезидентів (разом з Гаррі Гаррісоном) Британської науково-фантастичної групи. У 2000 році Асоціація авторів наукової фантастики та фентезі Америки визнала Браяна Олдіса Великим магістром, а в 2004 році потрапив до Зали слави наукової фантастики. Отримав дві премії Г'юго, одну — Неб'юлу та одну меморіальну премію імені Джона Кемпбелла. За заслуги перед жанром Олдіса названо 18-м Гросмейстром фантастики (2000). Написав оповідання «Суперіграшки довжиною всього останнього літа» (1969), яке лягло в основу сценарію Стенлі Кубрика до фільму Стівена Спілберга «Штучний розум» (2001). Браян Олдіс асоціюється з британською новою хвилею наукової фантастики.

## Премії та нагороди
- «Неб'юла» (1966)
- «Дітмар» (1969)
- Британського товариства наукової фантастики (1972, 1974, 1983, 1986, 2008)
- Асоціації з вивчення наукової фантастики (1978)
- Меморіальна премія ім. Дж. Кемпбелла (1983)
- ім. Курда Ласвіца (1984)
- Міжнародної асоціації фантастичного мистецтва (1986)
- ім. Ллойда Ітона (1986)
- журналу «Локус» (1987)
- «Утопія» (1999)
- Гросмейстер фантастики (2000)
- член Залу слави (2004)
- премія Залу слави прихильників (2004)
- Орден Британської імперії (2005)

## Українські переклади
- Браян Олдіс. «Теплиця. Переклад з англійської:  Олександр Мокровольський. Тернопіль: НК-Богдан, 2020. 288 стор. (Серія «Горизонти фантастики»). ISBN 978-966-10-6297-8